# Brachysema latifolium
Brachysema latifolium är en ärtväxtart som beskrevs av Robert Brown. Brachysema latifolium ingår i släktet Brachysema och familjen ärtväxter. Inga underarter finns listade i Catalogue of Life.